# Aḩmadābād (ort i Iran, Hamadan)
Aḩmadābād (persiska: اَحمَدابادِ تَپِّه, اَحمَد آباد, Aḩmadābād-e Tappeh, احمدآباد) är en ort i Iran.   Den ligger i provinsen Hamadan, i den nordvästra delen av landet, 250 km sydväst om huvudstaden Teheran. Aḩmadābād ligger 1 649 meter över havet och antalet invånare är 615.
Terrängen runt Aḩmadābād är platt österut, men västerut är den kuperad.Runt Aḩmadābād är det ganska tätbefolkat, med 120 invånare per kvadratkilometer. Närmaste större samhälle är Mīlājerd, 19,7 km öster om Aḩmadābād. Trakten runt Aḩmadābād består i huvudsak av gräsmarker.